# Magyarország kijevi nagykövetsége
Magyarország kijevi nagykövetsége a két ország kapcsolatainak kiemelt intézménye. 1969-ben nyílt, még a Szovjetunióban, mint főkonzulátus, majd Ukrajna függetlenné válását követően, 1991-ben alakították át nagykövetséggé. A képviselet Kijevben a vulicja Rejtarszka  33. szám alatt található, a külképviselet vezetője 2023 szeptemberétől Heizer Antal.

## Története
Az első világháború utolsó éveiben Ukrajna próbálta elérni függetlenségét az Orosz Birodalomtól, illetve Szovjet-Oroszországtól, ám a polgárháború éveiben mégis fokozatosan függőségbe került a bolsevik államtól. Németország és az Osztrák–Magyar Monarchia 1918 februárjában a Breszt-litovszki béke aláírásával elismerte a független Ukrán Népköztársaságot, a monarchia a nagy diplomáciai tapasztalattal rendelkező Forgách János személyében képviselőt is küldött az új országba, elsősorban ukrán mezőgazdasági termények vásárlása, így az éhínség megelőzése érdekében. Bár Forgách nem járt sikerrel, sőt, 1918 novemberében el is hagyta az összeomlóban lévő Ukrajnát, hogy Bécsbe utazzék az összeomlóban lévő monarchiába, mégis az ukránok őt tartják az első magyar követnek. Forgách ugyan a nemzetiségét tekintve valóban magyar volt, de a monarchia  diplomatája. Hogy valóban kapott-e követi kinevezést, vagy csak a búza ügyében érkezett konkrét céllal, mint megbízott tárgyaló homályban maradt.
Bár Kijev mintegy 800 kilométerre fekszik Ungvártól és Beregszásztól, a Kárpátaljai magyarok legnagyobb településeitől, mégis itt nyitották 1969-ben a főkonzulátust, mondván: félúton fekszik a Moszkva felé vezető úton. A főkonzulátus az első ilyen magyar intézmény volt a Szovjetunióban, de a negyedik Kijevben, hiszen Lengyelország, Csehszlovákia, de a Német Demokratikus Köztársaság is működtetett képviseletet a városban. A főkonzulátust 1969. április 16-án nyitott ki, első vezetője Kocsis Vilmos volt. Feladatai elsősorban kulturális jellegűek voltak, mert bár kiemelték, hogy a magyar-szovjet árucsereforgalomnak mintegy egyötöde bonyolódik az Ukrán Szovjet Szocialista Köztársasággal, ennek szervezését a szovjet illetékesekkel oldják meg, így a képviseletnek ebben nem, vagy csak nagyon csekély szerepe volt. Az utolsó főkonzul Páldi András volt, akit 1986. július 7-én neveztek ki.
Ukrajna 1991. augusztus 24-én kiáltotta ki függetlenségét, de ezt megelőzően, 10-én nyílt meg a rég várt ungvári képviselet, ami akkor még a kijevi főkonzulátus filiáléjaként működött, majd csak 1993 nyarán lesz belőle önálló főkonzulátus. Még abban az évben, december 3-án nagyköveti szintű diplomáciai kapcsolatot létesített Magyarország és Ukrajna, s ugyanez a dátuma a kijevi főkonzulátus nagykövetséggé alakításának is. Első nagykövetünk egyben az utolsó konzul: Páldi András volt - igaz, csak néhány hónapig, hiszen 1992. márciusában visszahívták. Őt Varga István váltotta, aki 1992. november 19-én adta át megbízólevelét.
További magyar diplomáciai képviseletek Ukrajnában a már említett ungvári főkonzulátus és a beregszászi konzulátus (ny.: 2001. december 17., kezdetben mint az ungvári főkonzulátus beregszászi ügyfélszolgálati irodája, majd később konzulátus).